# 林貞心
林貞心（韓語：림정심，1993年2月5日—）是北韓舉重運動員，她於2012年倫敦奧運的女子69公斤級舉重比賽中以總成績261公斤拿下金牌。在4年後的里約奧運改為參加75公斤賽事下再奪金牌，總成績為274公斤。她獲得人民体育人和劳动英雄稱號，也是2016年北韓十佳運動員之一。